# Ривера Летельер, Эрнан
Эрнан Ривера Летельер (исп. Hernán Rivera Letelier; род. 11 июля 1950, Талька) — чилийский писатель и поэт.

## Биография
До 11 лет жил на селитряных разработках компании Хамберстон, где работал его отец (и где впоследствии развивается действие многих его романов). Зарабатывал на жизнь продажей газет, сам работал в шахтах (в том числе в Мария-Элене), в 18 лет пошёл в электротехническую мастерскую, а ещё через год отправился в странствия. В 1970—1973 путешествовал по Чили, Боливии, Эквадору, Аргентине. По возвращении в Чили снова работал на добыче селитры, параллельно учился в вечерней школе, женился. В 1987 выпустил книгу стихов, в 1990 — сборник микроновелл. Известность ему принёс дебютный роман «Королева Исабель распевала ранчеры» (1994), награждённый несколькими премиями.
С женой и детьми живёт в Антофагасте.

## Признание
Французский Орден Искусств и литературы (2001). Книги Риверы Летельера переведены на французский, немецкий, итальянский, португальский, греческий, польский, иврит, турецкий и др. языки. О писателе снят короткометражный документальный фильм (2000, ).

## Публикации на русском языке
- Фата-моргана любви с оркестром/ Пер. Дарьи Синицыной. СПб.: Издательство Ивана Лимбаха, 2014
- Искусство воскрешения/ Пер. Дарьи Синицыной. СПб.: Издательство Ивана Лимбаха, 2017

## Экранизации
- Расскажи мне кино (2023)